# Gonzalo Figueroa Garcia Huidobro
Gonzalo Figueroa García Huidobro (4 de febrero de 1931 - 20 de mayo de 2008), a menudo conocido simplemente como Gonzalo Figueroa, fue un arqueólogo y autoridad en la conservación del patrimonio arqueológico de Rapa Nui. El trabajo de Figueroa incluyó su participación en la expedición a Rapa Nui de Thor Heyerdahl, la restauración de los moai de Ahu Akivi con William Mulloy, y su trabajo durante más de cuatro décadas para conservar y, en algunos casos, restaurar los monumentos arqueológicos de Rapa Nui para las generaciones futuras.

## Expedición a Rapa Nui 1955-1956
Thor Heyerdahl sostenía desde hacía tiempo que Polinesia había sido colonizada no desde Sudeste Asiático, como se aceptaba ampliamente, sino desde Sudamérica. En 1947, Heyerdahl navegó con éxito la balsa de madera Kon-Tiki desde Perú hasta las Islas Tuamotu en un intento de demostrar que se podía hacer. La posterior expedición a Rapa Nui tenía como objetivo ser menos un experimento aventurero y más una expedición científica real.
Figueroa era un estudiante de posgrado de 24 años en arqueología en la Universidad de Chile y trabajaba en el museo de historia natural de Santiago cuando se unió a la expedición de Heyerdahl como representante oficial de Chile y oficial de enlace, o, como lo llamó Edwin Ferndon, un "representante 'vigilante'". También estaba destinado a ayudar a los cuatro arqueólogos profesionales del equipo, Arne Skjolsvold, William Mulloy, Ferndon y Carlyle Smith. Heyerdahl describió a Figueroa como "un aristócrata atlético con un don camaleónico para adaptarse naturalmente a las condiciones más variables de la vida". Ferndon también elogió a Figueroa y su contribución a la expedición, diciendo que "Gonzalo demostró ser reflexivo y comprensivo en su papel de representante chileno y se convirtió completamente en parte del equipo de trabajo, y lo vimos solo como otro científico trabajador y cooperativo".
Siendo chileno y hablante nativo de español, una de las contribuciones de Figueroa fue facilitar las interacciones con los habitantes de la isla, aunque no siempre tuvo éxito. Heyerdahl relató cómo el capitán del barco de la expedición quería que los aborígenes visitantes firmaran el libro de visitas del barco, pero todos se negaron. Figueroa intentó que la multitud cumpliera, "[p]ero cuando trató de dar más explicaciones, hubo más y más disturbios a su alrededor... [Heyerdahl] tuvo que usar toda su autoridad para sacar a Gonzalo de la multitud, y regresó con el libro, desordenado y despeinado". Los isleños se negaron a firmar porque creían que así fue como sus ancestros fueron engañados para ser llevados a Perú como esclavos.
Figueroa trabajó estrechamente con cada uno de los arqueólogos más experimentados, incluyendo la escalada del volcán 900 pies (274,3 m) Rano Kau con Ferndon, apoyando a Heyerdahl durante las negociaciones en las que las autoridades chilenas amenazaron con confiscar todo el material arqueológico de la expedición, excavando chozas de caña con Smith y realizando excavaciones en las islas de Hiva-Oa y Raivavae con Skjolsvold. En Raivavae, Gonzalo y Skjolsvold realizaron una gran cantidad de trabajo arqueológico en un tiempo relativamente corto. Ferndon relató cómo un "Gonzalo sombrío y barbudo" mostró a los otros miembros del equipo terrazas "bellamente excavadas" que "estaban limpias y ordenadas como si las hubieran barrido y limpiado recientemente", y el rendimiento de trabajo de Figueroa y Skjolsvold "ciertamente excedía lo que uno esperaría normalmente".
Figueroa no estaba de acuerdo con la teoría de Heyderdahl de que Polinesia fue colonizada por sudamericanos navegando en balsas de madera de balsa, y no le gustaban algunos aspectos del comportamiento de Heyderdahl durante la expedición. Sin embargo, siguió siendo amigo de Heyerdahl y se negó a hablar públicamente sobre sus diferencias, incluso después de la muerte de Heyerdahl en 2002.
Uno de los resultados de la expedición fue la primera re-erección de un moai en su plataforma ahu. Otro resultado fue la atención internacional que comenzó el proceso de convertir a Rapa Nui en una atracción turística.

## Esfuerzos de conservación y restauración en Rapa Nui 1960-1970
En 1960, Figueroa regresó a Rapa Nui con William Mulloy. Durante un año completo, los dos arqueólogos investigaron y recomendaron sitios para posibles restauraciones. Muchos moai habían sido derribados durante las guerras entre clanes rivales de la isla, y la erosión, la búsqueda de recursos por parte de los nativos, la toma de recuerdos por parte de los turistas y la intrusión de obras públicas estaban destruyendo lo que quedaba. Durante este tiempo, Figueroa y Mulloy restauraron Ahu Akivi, que había sido "un grupo desordenado de estatuas caídas y fragmentos, pero con la restauración se convirtió en una impresionante plataforma..." Reerigieron un total de siete moai en Ahu Akivi, incluyendo la reposición de cabezas rotas en cuatro de ellos. Cada estatua tenía más de 4 metros (4,4 yd) de altura y aproximadamente 15 000 kilogramos (33 069,4 lb) de peso, y se levantó gradualmente mediante palancas hasta ponerla en posición vertical, tal como lo hacían los habitantes prehistóricos de la isla. Figueroa y Mulloy consideraron esto "un proyecto piloto para demostrar que la restauración de ahu podía hacerse a un costo razonable y que debería ser una parte importante de un futuro programa de conservación de monumentos".
Pronto, Chile solicitó que la UNESCO encargara un estudio de los monumentos arqueológicos de la isla y creara un programa para restaurarlos. Figueroa y Mulloy fueron comisionados para realizar el estudio. Aunque ambos contaban con aproximadamente dos años de experiencia previa en investigaciones arqueológicas y restauración en la isla, Figueroa y Mulloy pasaron quince días en la isla en marzo y abril de 1966 para recopilar datos adicionales para el informe. El equipo también incluyó a Charles E. Peterson, un historiador arquitectónico, restaurador y planificador, y a Raul Bulnes, un arquitecto del Ministerio de Obras Públicas de Chile. El equipo estaba basado en la ciudad de Hanga Roa y realizaba viajes diarios en jeep y a caballo a diversas ubicaciones. A finales de 1966, Figueroa y Mulloy coescribieron el completo informe de la UNESCO resultante "como parte de una investigación más amplia que condujo a un plan de desarrollo general para la isla de Rapa Nui." El informe señaló que "debido a la notable cantidad, tamaño y variedad de los monumentos arqueológicos en Rapa Nui, no hay otra isla en el Pacífico que se le parezca en cuanto a su adaptabilidad para convertirse en un museo en toda la isla de la prehistoria polinesia. Esto podría lograrse mediante un proyecto a largo plazo relativamente modesto de conservación y restauración arqueológica... [S]emejante museo en toda la isla... se volvería rápidamente famoso en todo el mundo...".
Sus recomendaciones incluyeron la realización de un inventario arqueológico completo de la isla, el registro de nombres de lugares y la conservación de los diferentes tipos de monumentos arqueológicos (por ejemplo, moai, ahu, recintos, cuevas, torres, túmulos, caminos, petroglifos, aldeas y canteras) "con la atención más seria y sistemática." Sin embargo, también "recomendaron enfáticamente que no todos los monumentos deberían ser restaurados... para ilustrar los efectos de la demolición prehistórica" y para permitir que futuros arqueólogos investigaran los monumentos utilizando técnicas mejoradas.
En 1967, se estableció el Comité de la Isla de Pascua para implementar el plan de Figueroa y Mulloy tal como se describe en su informe de la UNESCO.
Entre 1968 y 1970, Figueroa y Mulloy restauraron personalmente varios moai más en el complejo Tahani.

## Últimos años
En la década de 1980, Figueroa regresó a Rapa Nui con Skjolsvold para examinar el moai arrodillado, Tukuturi, y excavar lo que se creía que era el lugar donde los polinesios llegaron por primera vez a la isla.
A principios de la década de 1990, Figueroa estuvo involucrado en una disputa sobre los esfuerzos para restaurar el sitio de Tongariki en Rapa Nui. Tongariki fue en su momento el sitio religioso más grande de Polinesia, con un ahu muy grande que sostenía quince moai. Los isleños en guerra derribaron y dañaron muchos de los moai, y un tsunami en 1960 causó más daños y los dispersó hasta 300 pies (91,4 m) de sus posiciones originales. Figueroa dijo: "Tongariki es el monumento más importante de Polinesia. La restauración no solo dignificará a la Isla de Pascua sino a toda Polinesia. Esto pertenece al patrimonio de la humanidad. Deberíamos excavar y restaurar al más alto nivel técnico posible." Sin embargo, surgió una disputa sobre quién debería gestionar el proyecto de restauración. Figueroa argumentó que el supervisor principal debería ser el arqueólogo estadounidense William S. Ayres de la Universidad de Oregón. Ayres era una autoridad en Rapa Nui y Polinesia, y Figueroa creía que Ayres garantizaría que todos los hallazgos estuvieran disponibles para el público. La Universidad de Chile se opuso a que un estadounidense liderara la restauración y nombró a Claudio Cristino, el director del Museo de la Isla de Pascua, como el supervisor principal. Cristino tenía más experiencia en Rapa Nui que cualquier otro arqueólogo, conocía el idioma local y había realizado extensos estudios en la isla. Figueroa también argumentó que el equipo de restauración debería incluir un mayor número de arqueólogos capacitados, pero la Universidad de Chile envió estudiantes de posgrado para ayudar a Cristino. Sin embargo, es importante destacar que Cristino estuvo de acuerdo con la recomendación de Figueroa y Mulloy de 1966 de que no todos los sitios debían ser restaurados: "No necesitamos una restauración masiva de estatuas. Si restauro un sitio, estoy destruyendo 1,000 años de historia" al recrear un momento específico que ignora todo lo que ocurrió posteriormente.
A lo largo de los años, Figueroa continuó asesorando al gobierno chileno y a la UNESCO sobre la conservación y restauración de sitios arqueológicos. En 2003, el gobierno chileno le otorgó el premio nacional de Conservación de Monumentos.

## Vida personal
Figueroa estuvo casado dos veces. Su primera esposa, Christiane Cassel, falleció antes que él. Su segunda esposa, María Angélica Schade, de quien estaba separado, lo sobrevivió. Tuvo dos hijos y una hija con Schade, y una hija con una pareja anterior en Rapa Nui.
Figueroa se enfermó en 2007 y falleció en 2008.

## Publicaciones seleccionadas
- Figueroa, G., y Mulloy, W. (1960). "Medidas para salvar el tesoro arqueológico de la Isla de Pascua". Boletín de la Universidad de Chile 14: 2-16.
- Medina, A., Reyes, F., y Figueroa, G. (1958). "Expedición al Cerro El Plomo". Arqueología Chilena. [No further citation information available].
- Mulloy, W., y Figueroa, G. (1962). "Cómo fue restaurado el Ahu Akivi en la Isla de Pascua". Boletín de la Universidad de Chile 27: 4-11.
- Mulloy W., y Figueroa, G. (1963). "Excavación de una cueva en las proximidades de Ahu Akivi". Antropología, Universidad de Chile 1(1): 34-43.
- Mulloy, W. T., y Figueroa, G.-H. (1966). Chile y el patrimonio arqueológico de la Isla de Pascua: Informe preparado para la Organización de las Naciones Unidas para la Educación, la Ciencia y la Cultura. París: UNESCO.
- Mulloy, W. T., y Figueroa, G. (1978). El complejo A Kivi-Vai Teka y su relación con la prehistoria arquitectónica de la Isla de Pascua. Honolulu: Social Science Research Institute, University of Hawaii at Manoa.
- Mulloy, W., Figueroa, G., Boutilier, J. A., Hughes, D. T., y Tiffany, S. W. (eds.). (1979). Misión, iglesia y secta en Oceanía. ASAO Monographs No. 6. Ann Arbor, Universidad. The Journal of the Polynesian Society.